# Raja Casablanca
Raja Club Athletic (RCA) (în arabă نادي الرجاء الرياضي; „Raja” înseamnând „speranță” în arabă) este un club de fotbal din Casablanca, Maroc. Raja a fost fondat la 20 martie 1949, de naționaliști care voiau să creeze un scop pentru clasa muncitoare formată din tineri maroncani ca parte a luptei politice împotriva regimului francez.

## Antrenori
| - Kacem Kassimi (1949–55) - Abdelkader Jalal (1956) - Père Jégo (1957–68) - Abdellah Blinda (1968–70) - Houmane (1970–73) - Tibari (1973–77) - Tachkov (1977–82) - Pál Orosz (1982–86) - Harmatallah Hassan (1986–88) - Fernando Cabrita (1988–89) - Rabah Saadane (1989–90) - Fernando Cabrita (1990–91) - Mohamed Fakhir (1992–96) - Evgeni Rogov (1996) - Alexandru Moldovan (1996–97) - Abdellah El Ammari (1997) - Vahid Halilhodžić (1 iulie 1997–30 iunie 1998) - Oscar Fulloné (1998–00) - Valdeir Vieira (2000) - Alexandru Moldovan (2000–01) - Silvester Takač (2001) - Fathi Jamal (2001–02) | - Walter Meeuws (Jan 1, 2002–Jan 18, 2003) - Henri Michel (2003–04) - Acácio Casimiro (2004) - Alain Fiard (1 iulie 2004–Nov 30, 2004) - Henri Stambouli (2004–05) - Alexandru Moldovan (2005) - Oscar Fulloné (2005–06) - Paco Fortes (2006–07) - Mohammed Nejmi (2007) - Jean-Yves Chay (2007–08) - Jamal Sellami (2008) - José Romão (2008–09) - Carlos Mozer (iulie 6, 2009–31 aug 2009) - José Romão (2009–10) - Henri Michel (1 iulie 2010–8 octombrie 2010) - Mohamed Fakhir (8 noi 2010–8 iul 2011) - Ilie Balaci (iulie 2011–sept 11) - Bertrand Marchand (25 sept 2011–30 iunie 2012) - Mohamed Fakhir (1 iulie 2012–28 noiembrie 2013) - Faouzi Benzarti (4 dec 2013–14) - Abdelhak Benchikha (29 mai 2014–24 sept 2014) - José Romão (24 sept 2014–) |

## Legături externe
- Site web oficial